# MTV Europe Music Awards 1999
Szóste rozdanie nagród MTV Europe Music Awards odbyło się 11 listopada 1999 roku w Dublinie. Miejscem ceremonii był Point Depot. Gospodarzem był irlandzki piosenkarz Ronan Keating.

## Zwycięzcy
- Najlepszy wokalista: Will Smith
- Najlepsza wokalistka: Britney Spears
- Najlepszy zespół: Backstreet Boys
- Najlepszy wykonawca pop: Britney Spears
- Najlepszy wykonawca rock: The Offspring
- Najlepszy wykonawca R&B: Whitney Houston
- Najlepszy wykonawca Hip Hop: Eminem
- Najlepszy wykonawca dance: Fatboy Slim
- Najlepsza piosenka: Britney Spears, ...Baby One More Time
- Najlepszy teledysk: Blur, Coffee & TV
- Najlepszy album: Boyzone, By Request
- Przełomowy artysta: Britney Spears
- Najlepszy wykonawca brytyjski & irlandzki: Boyzone
- Najlepszy wykonawca nordycki: Lene Marlin
- Najlepszy wykonawca włoski: Elio e le Storie Tese
- Najlepszy wykonawca niemiecki: Xavier Naidoo